# بیزنویل
بیزنویل (به فرانسوی: Bizeneuille) یک کمون در فرانسه است که در canton of Hérisson واقع شده‌است. بیزنویل ۲۹٫۷۵ کیلومتر مربع مساحت دارد ۳۰۰ متر بالاتر از سطح دریا واقع شده‌است.